# 鮎川十糸子
鮎川 十糸子（あゆかわ としこ、1922年5月28日 - 2007年4月6日）は、大阪府大阪市出身の日本の女優。本名・西川寿美（にしかわ としみ）。

## 来歴
大阪市東区（当時。現・中央区）生。四条畷高等女学院女学校を卒業後、東宝京都撮影所に俳優養成所の生徒として入社。1941年東宝東京撮影所に移籍し、石田民三監督作品「をり鶴七変化」の主演に抜擢。以後も石田、並びにマキノ正博監督の作品を中心に活躍し、1943年に松竹京都撮影所に移籍。中でも1950年に上映された『七つの宝石』では大坂志郎とのベッドシーンで話題となった。
1958年松竹を退社した後は、テレビのドラマやアニメ『じゃりン子チエ』の竹本菊（おバァ）役などで活躍。舞台にも出演した。
2007年4月6日死去。84歳没。

## 後任
鮎川の死後、持ち役を引き継いだ人物は以下の通り。
- 中里ひろみ - CR『じゃりン子チエ』：竹本菊役

## 出演作品

### 映画
- 呪いの笛（お六）[3]
- 清水の佐太郎（お千代）[3]
- おしどり喧嘩笠（お峯）[3]
- 黒姫秘帖（お蘭の方）[3]
- 女難屋敷（お久）[3]
- 父と子と母（マダム）[3]
- 若き日の千葉周作（おせん）[3]
- 振袖剣法（姉お半）[3]
- 奥様多忙（バーのマダム）[3]
- 風雲日月双紙（お蘭の方）[3]
- 喧嘩奴（側室お貞の方）[3]
- 水戸黄門漫遊記 天晴れ浮世道中（お照の方）[3]
- 伝七補物帖 黄金弁天（みよ春）[3]
- 怪猫腰抜け大騒動（笹波）[3]
- 満月狸ばやし（お市の方）[3]
- 地獄への復讐（みさを）[3]
- 伝七捕物帖　刺青女難（おさだ）[3]
- 若旦那武勇伝（ひろ子）[3]
- 花吹雪御存じ七人男（お波）[3]
- 若き日の誘惑（祝水麗子）[3]
- 勢揃い 大江戸六人衆（お半）[3]
- 遊侠夫婦笠（下女おかね）[3]
- 若君逆襲す（腰元園）[3]
- あっぱれ五人男（忍）[3]
- ひばり姫 初夢道中（広野）[3]
- びっくり三銃士（富枝）[3]
- 柳生の兄弟（お兼）[3]
- 治郎吉格子（小半）[4]
- 歌くらべ青春三銃士（みどり）[3]
- 稲妻草紙（酌婦）[3]
- 薩摩飛脚(1951)（お蘭）[3]
- 大江戸五人男（町芸者かつ）[3]
- 吃七捕物帖 一番手柄（女中お杉）[3]
- 夏祭り三度笠（お君）[3]
- あゝ青春（ダンサー・ヘレン）[3]
- 感情旅行（ダンサー新子）[3]
- 嵐の姉妹（マダム夏子）[3]
- とんぼ返り道中 [4]
- 薔薇合戦（磯子）[3]
- 頓珍漢桃色騒動（千草）[3]
- 恋愛三羽烏（なつ江）[3]
- 夜の女たち（闇の女・安子）[2]
- 愉しき哉人生（娘・洋子）

### テレビドラマ
- 女の劇場 純白の夜（1961年7月26日、ABC）
- 必殺シリーズ（ABC・テレビ朝日 / 松竹）
  - 必殺仕舞人 第3話「織姫悲しや群上節」（1981年） - 寂妙尼 役
  - 必殺仕事人 第58話「暴れ技 田楽垂直刺し」（1980年7月4日） - 世津 役
  - 新・必殺仕事人 第8話「主水端唄で泣く」（1981年） - のぶ 役
  - 必殺仕事人V・風雲竜虎編 第9話「八百人目の恋は悲恋!」（1987年） - お福 役
- 水戸黄門（TBS / C.A.L）
  - 第12部 第7話「お志乃に惚れた提灯作り -岐阜-」（1981年10月12日） - お徳 役
  - 第13部 第9話「危機一髪！火薬小屋の対決 -岡崎-」（1982年12月13日） - おせい 役
  - 第16部 第21話「友禅救った大芝居 -金沢-」（1986年9月15日） - 加賀屋の女房 役
- 土曜ワイド劇場「京都殺人案内15」（1989年3月11日、テレビ朝日） - 千代 役

### アニメ
- じゃりン子チエ（1981年10月3日 - 1983年3月25日、MBS・TBS） - おバァ 役[5]
  - チエちゃん奮戦記 じゃりン子チエ（1991年10月19日 - 1992年9月22日） - おバァ[6]